# Zisterzienserinnenabtei Corcelles

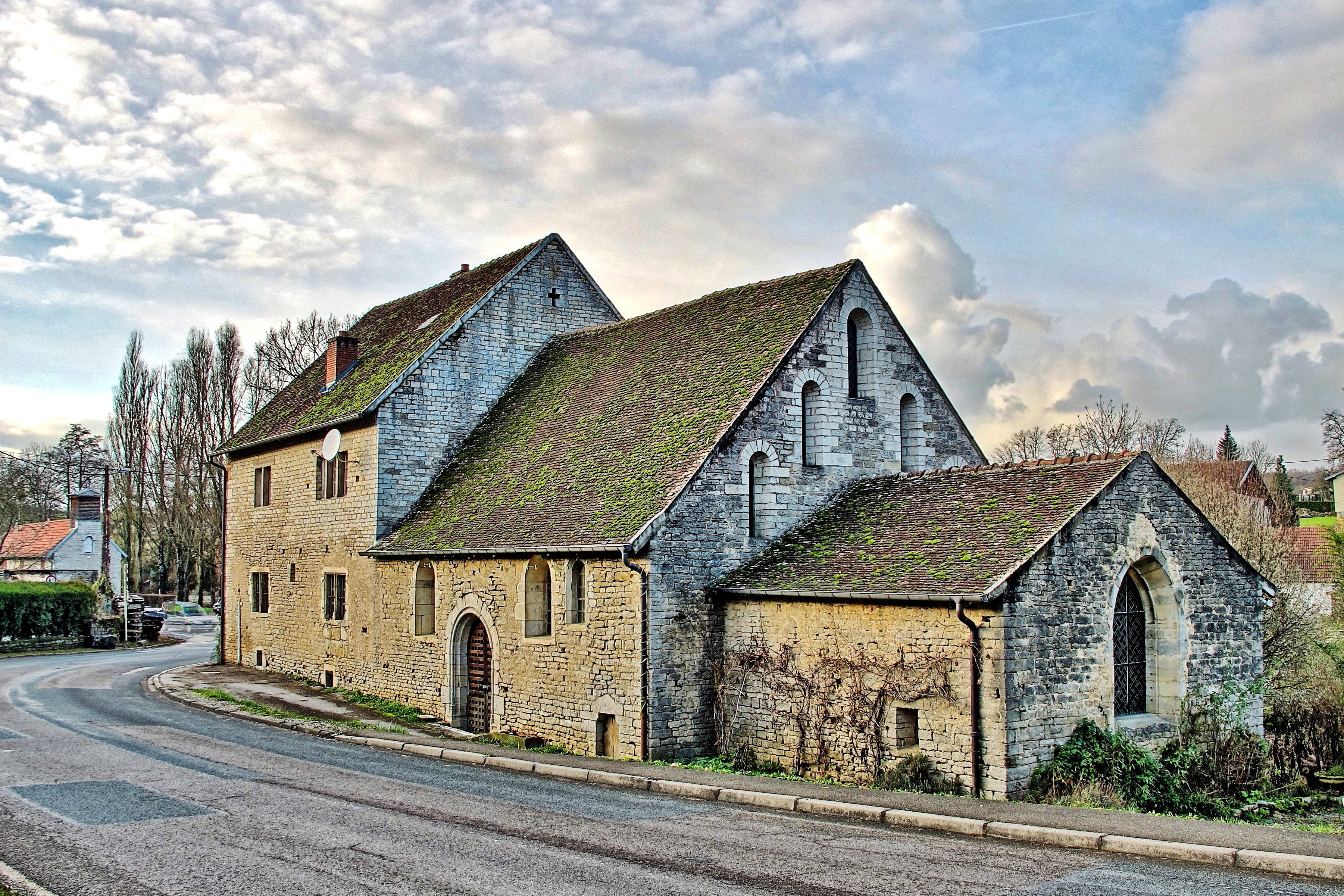
Zisterzienserinnenabtei Corcelles

Die Zisterzienserinnenabtei Corcelles war von etwa 1150 bis 1609 ein französisches Kloster der Zisterzienserinnen in Corcelles-Ferrières, Département Doubs.

## Geschichte
Die Abtei Tart besiedelte das um 1150 westlich Besançon gestiftete Nonnenkloster, das sich unweit des Zisterzienserklosters Acey befand. 1609 wurde es geschlossen und der verbliebene Konvent in das Kloster Ounans in Dole eingegliedert. Die teilweise erhaltenen Baulichkeiten (mit Kirche) beherbergten von 1952 bis 1960 ein Museum für Bauernkultur und stehen seit 1997 unter Denkmalschutz.